# Wieland Wagner
Pour les articles homonymes, voir famille Wagner et Wagner.
Wieland Wagner, né le 5 janvier 1917 à Bayreuth, mort le 17 octobre 1966 à Munich, est un metteur en scène, directeur de festival musical et agent artistique allemand.

## Biographie
Fils aîné de Siegfried et Winifred Wagner, petit-fils de Richard Wagner, arrière petit-fils de Franz Liszt, il reprend les rênes du Festival de Bayreuth après que sa mère a été interdite d'activité professionnelle par les Alliés à cause de son engagement pro-nazi et de sa proximité avec Hitler. Fermé en 1945, le Festival rouvre en 1951 : on parle alors du « nouveau Bayreuth ». Dès la première édition, Wieland Wagner, qui cumule les activités de directeur artistique, de metteur en scène et d'agent du Festival, mise sur les meilleurs chefs d'orchestre et les plus grandes voix. Wilhelm Furtwängler dirige la 9e symphonie de Beethoven en concert d'ouverture, Herbert von Karajan dirige Tristan et Isolde et Hans Knappertsbusch, Parsifal. De 1951 jusqu'à la mort prématurée de Wieland d'un cancer du poumon en 1966, les meilleurs chanteurs wagnériens de cette époque reviendront, année après année, chanter à Bayreuth : Hans Hotter, Ludwig Weber, Wolfgang Windgassen, George London, Ramon Vinay, Josef Greindl, Hermann Uhde, Gustav Neidlinger, Martha Mödl, Regina Resnik, Astrid Varnay et Birgit Nilsson. Avec son frère Wolfgang (1919–2010) qui lui succède et le déclin de la formation des chanteurs, Bayreuth connaît une baisse de niveau assez rapide, manifeste à partir de 1974 et la mort de Wolfgang Windgassen, le pilier des piliers du Festival.
En tant que metteur en scène, Wieland Wagner a radicalement renouvelé le genre de la mise en scène wagnérienne : à la pompe surchargée et nationaliste des années précédant la chute du Troisième Reich, il substitue un style minimaliste, symbolique, fait de jeux subtils de lumière et d'ambiance. Son frère Wolfgang poursuivra dans cette voie audacieuse, mais sans la renouveler fondamentalement (mis à part le "Ring du centenaire", en 1976, où la mise en scène sera confiée à Patrice Chéreau).
Théoricien de la musique, Wieland Wagner a également proposé des lectures novatrices des opéras de son grand-père, en particulier de Parsifal.